# بخش داکشین دیناژپور
بخش داکشین دیناژپور (به انگلیسی: Dakshin Dinajpur district) یک منطقهٔ مسکونی در هند است که در بخش مالدا واقع شده‌است. بخش داکشین دیناژپور ۲٬۱۶۲ کیلومتر مربع مساحت و ۱٬۹۷۶٬۲۷۶ نفر جمعیت دارد.